# Ding Meiyuan
Ding Meiyuan (27 de fevereiro de 1979, em Dalian) é uma ex-halterofilista chinesa.
Nos Jogos Olímpicos de Sydney 2000, Ding Meiyuan levantou 300 kg no total combinado (135 kg no arranque e 165 no arremesso), e ganhou medalha de ouro na categoria acima de 75 kg. Além dessas marcas, que foram recordes mundiais, ela definiu outros 17 (recordes mundiais) ao longo de sua carreira — outros seis no arranque, outros três no arremesso e ainda mais oito no total combinado.
Quadro de resultados
| Ano  | Posição | Competição                                  | Classe de peso | Marca                |
| 1997 | 1.      | Campeonato Mundial Júnior na Cidade do Cabo | +83 kg         | 240 kg (109+132,5) * |
| 1998 | 1.      | Jogos Asiáticos em Bangkok                  | +75 kg         | 270 kg (120+150)     |
| 1999 | 1.      | Campeonato mundial em Atenas                | +75 kg         | 285 kg (127,5+157,5) |
| 2000 | 1.      | Campeonato Asiático em Osaka                | +75 kg         | 285 kg (125+160,5)   |
| 2000 | 1.      | Jogos Olímpicos                             | +75 kg         | 300 kg (135+165)     |
| 2003 | 1.      | Campeonato Mundial em Vancouver             | +75 kg         | 300 kg (137,5+162,5) |

* Os resultados no total combinado eram padronizados para intervalos de 2,5 kg.